# František Mysliveček
František Mysliveček (19 juni 1965) is een voormalig Tsjechisch voetballer.

## Carrière
František Mysliveček speelde tussen 1992 en 1996 voor JEF United Ichihara, Ventforet Kofu en Brummell Sendai.

## Statistieken

### J.League
| Seizoen | Club                | Competitie | J.League | J.League | J.League Cup | J.League Cup | Totaal | Totaal |
| Seizoen | Club                | Competitie | Wed.     | Dlp.     | Wed.         | Dlp.         | Wed.   | Dlp.   |
| ------- | ------------------- | ---------- | -------- | -------- | ------------ | ------------ | ------ | ------ |
| 1992    | JEF United Ichihara | J1 League  | -        | -        | 9            | 1            | 9      | 1      |
| 1993    | JEF United Ichihara | J1 League  | 14       | 1        | 0            | 0            | 14     | 1      |
| 1994    | JEF United Ichihara | J1 League  | 14       | 0        | 0            | 0            | 14     | 0      |
| Totaal  | Totaal              | Totaal     | 28       | 1        | 9            | 1            | 37     | 2      |